# Kokanee Creek Park
Kokanee Creek Park är en park i Kanada.   Den ligger i provinsen British Columbia, i den södra delen av landet, 3 100 km väster om huvudstaden Ottawa. Kokanee Creek Park ligger 530 meter över havet.
Terrängen runt Kokanee Creek Park är bergig norrut, men söderut är den kuperad. Kokanee Creek Park ligger nere i en dal som går i öst-västlig riktning. Trakten runt Kokanee Creek Park är nära nog obefolkad, med mindre än två invånare per kvadratkilometer.. Närmaste större samhälle är Nelson, 15,5 km sydväst om Kokanee Creek Park.
I omgivningarna runt Kokanee Creek Park växer i huvudsak barrskog.